# Sarah Vaillancourt
Sarah Marie Vaillancourt (* 8. Mai 1985 in Sherbrooke, Québec) ist eine ehemalige kanadische Eishockeynationalspielerin.

## Leben
Vaillancourt studierte zwischen 2004 und 2009 Psychologie an der Harvard University und spielte, bis zum Abschluss ihres Studiums, mit ihrem Universitätsteam in der ECAC. Mit ihrem Team wurde sie zweimal College-Meister und einmal Vizemeister. Zwischen 2003 und 2013 war sie zudem Mitglied der kanadischen Eishockeynationalmannschaft der Frauen.
Mit dem kanadischen Team gewann sie die Goldmedaille bei den Olympischen Winterspielen 2006 in Turin und erneut 2010 in Vancouver. 2008 erhielt sie den Patty Kazmaier Memorial Award als beste weibliche College-Eishockeyspielerin.
Vaillancourt lebt offen homosexuell.

## Erfolge und Auszeichnungen

### National
- 2005 Meister der ECAC mit der Harvard University
- 2005 Vizemeister der NCAA mit der Harvard University
- 2008 Meister der ECAC mit der Harvard University
- 2008 Patty Kazmaier Memorial Award
- 2008 New England Women’s Hockey Player of the Year[2]
- 2009 Ivy League Women’s Hockey Player of the Year
- 2009 ECAC Women’s Hockey Player of the Year
- 2009 New England Women’s Hockey Player of the Year
- 2011 Gewinn des Clarkson Cups mit den Stars de Montréal

### International
- 2004 Goldmedaille bei der Weltmeisterschaft
- 2005 Silbermedaille bei der Weltmeisterschaft
- 2006 Goldmedaille bei den Olympischen Winterspielen
- 2007 Goldmedaille bei der Weltmeisterschaft
- 2010 Goldmedaille bei den Olympischen Winterspielen

## Karrierestatistik

### International
(Legende zur Spielerstatistik: Sp oder GP = absolvierte Spiele; T oder G = erzielte Tore; V oder A = erzielte Assists; Pkt oder Pts = erzielte Scorerpunkte; SM oder PIM = erhaltene Strafminuten; +/− = Plus/Minus-Bilanz; PP = erzielte Überzahltore; SH = erzielte Unterzahltore; GW = erzielte Siegtore; 1 Play-downs/Relegation; Kursiv: Statistik nicht vollständig)